# Jesús Cilla
Jesús Antonio Cilla Rubio, meglio noto come Jesús Cilla (Saragozza, 10 gennaio 1977), è un ex cestista spagnolo.